# Cirilo Cristóvão

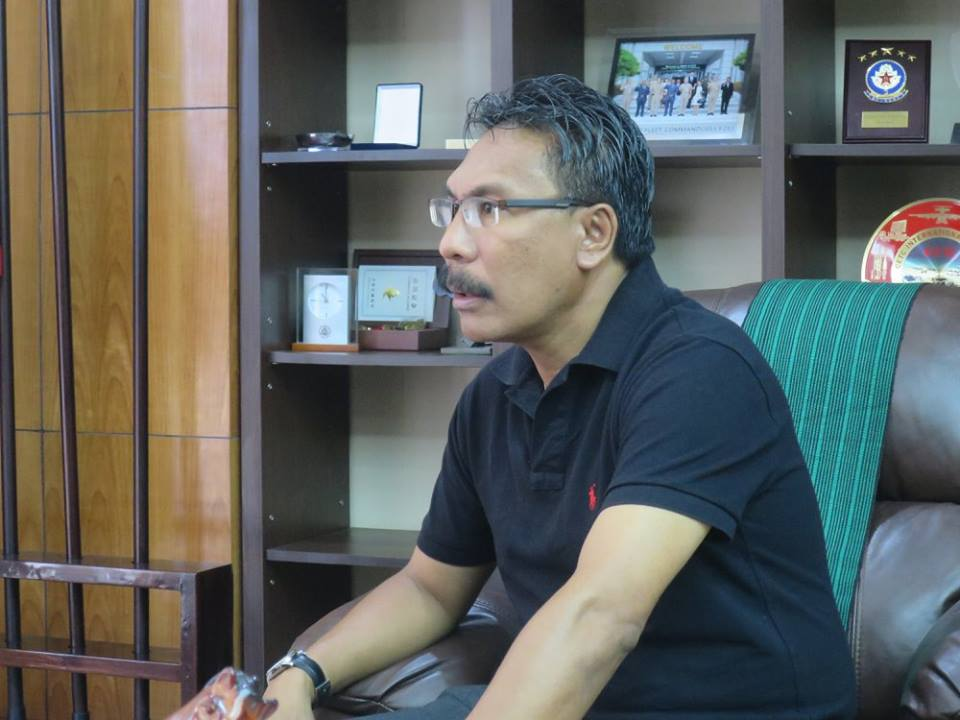
Cirilo Cristóvão (2017)

Cirilo José Jacob Valadares Cristóvão (* 20. März 1966 in Fuiloro, Portugiesisch-Timor; † 20. Oktober 2019 in Denpasar, Bali, Indonesien) war  ein osttimoresischer Politiker und Mitglied des Congresso Nacional da Reconstrução Timorense (CNRT). Von 2015 bis 2017 war Cristóvão Verteidigungsminister des Landes.

## Werdegang
An der Udayana-Universität auf dem indonesischen Bali erhielt Cristóvão einen Bachelor in Zivilrecht.
Von 1993 bis 1994 arbeitete er im indonesischen Staatsdienst und war Leiter der Rechtsabteilung der Distriktregierung von seiner Heimat Lautém. Später leitete er dort die Planungsabteilung.
Von 2000 bis 2003 war Cristóvão Richter am Distriktsgericht von Dili. Parallel besuchte er verschiedene Kurse zur Richterausbildung, internationaler Gerichtsbarkeit, Recht bezüglich häuslicher Gewalt und Menschenrechte. Von 2002 bis zu seinem Tod im Oktober 2019 gehörte Cristóvão dem Conselho Superior da Magistratura Judicial (CSMJ) an.
Von 2003 bis 2004 war Cristóvão Mitglied des Vorstands von Timor Aid und der Peace and Democracy Foundation. Von 2005 bis 2008 war er einer der beiden Vorsitzenden der indonesisch-osttimoresischen Wahrheits- und Freundschaftskommission, die die Verbrechen der Krise in Osttimor 1999 aufarbeiten sollte. Vorbild war die südafrikanische Truth and Reconciliation Commission. Vom 27. August 2007 bis 10. Oktober 2012 war Cristóvão vom Nationalparlament gewähltes Mitglied des Staatsrats.
Von 2008 bis 2009 war Cristóvão Chef-Rechtsberater des stellvertretenden Premierministers José Luís Guterres, bevor er im Oktober 2009 von Premierminister Xanana Gusmão zum ersten Generaldirektor des Nationalen Nachrichtendienstes (Serviço Nacional de Inteligência SNI) ernannt wurde. Das Amt hatte Cristóvão bis 2015 inne.
2012 sollte Cristóvão Verteidigungsminister werden, nachdem Premierminister Gusmão seine erste Wahl Maria Domingas Alves bei Staatspräsident Taur Matan Ruak nicht durchsetzen konnte. Nach mehreren Monaten Unklarheit, übernahm aber Premierminister Gusmão das Verteidigungsministerium schließlich selbst.
Am 16. Februar 2015 wurde Cristóvão unter Premierminister Rui Maria de Araújo schließlich doch noch zum Verteidigungsminister vereidigt. Er war damit seit 2006 der erste, der das Amt eigenständig führte. Nach den Unruhen in Osttimor 2006 blieb das Ministerium bisher immer in den Händen des Premierministers. Mit Antritt der VII. Regierung am 15. September 2017 gab Cristóvão das Ministeramt an José Agostinho Sequeira ab.
Am 20. Oktober 2019 verstarb Cristóvão im Bali Royal Hospital (BROS) auf Bali.

## Familie
Cirilo Cristóvão war mit Brígida Correia verheiratet und hatte vier Kinder. Er selbst war der einzige Sohn von Tomas José Cristóvão und Maria Madalena Cristóvão.